# Nittenau
Nittenau là một đô thị tại huyện Schwandorf, bang Bayern, Đức. Đô thị này tọa lạc bên sông Regen, 18 km về phía đông nam của Schwandorf, và 24 km về phía đông bắc của Regensburg.